# Conrad Dressler
Pour les articles homonymes, voir Dressler.
Conrad Dressler, né le 22 juillet 1856 à Streatham et mort le 3 août 1940 à Saint-Brevin-les-Pins, est un sculpteur et céramiste.
Dressler est né à Londres et a étudié la sculpture au Royal College of Art, avant d'être influencé par le mouvement Arts & Crafts. Dans les années 1880, il travaille aux Cedar Studios de Chelsea, à Londres, puis, entre 1894 et 1897, il s'associe à Harold Rathbone à la Della Robbia Pottery, avant de s'installer à Marlow Common, dans le Buckinghamshire, où il crée la Medmenham Pottery, spécialisée dans les carreaux architecturaux et les grands panneaux muraux, créés à partir de petites sections. L'entreprise est financée par Robert William Hudson jusqu'en 1906, date à laquelle elle devient Dressler Tunnel Ovens Ltd, les carreaux de Medmenham continuant d'être fabriqués par J. H. Barratt de Stoke-on-Trent. Dressler a conçu un four tunnel industriel pour l'industrie de la poterie anglaise, pour lequel il a reçu la médaille John Scott du Franklin Institute. Plus tard, il a vécu à Paris et aux États-Unis. Il meurt à Saint-Brévin l'Océan, dans la Loire-Atlantique, en France.

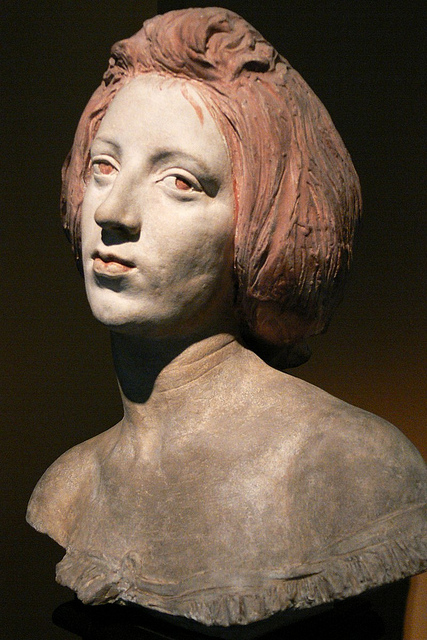
Portrait de Nita Maria Schonfeld Resch (1898).

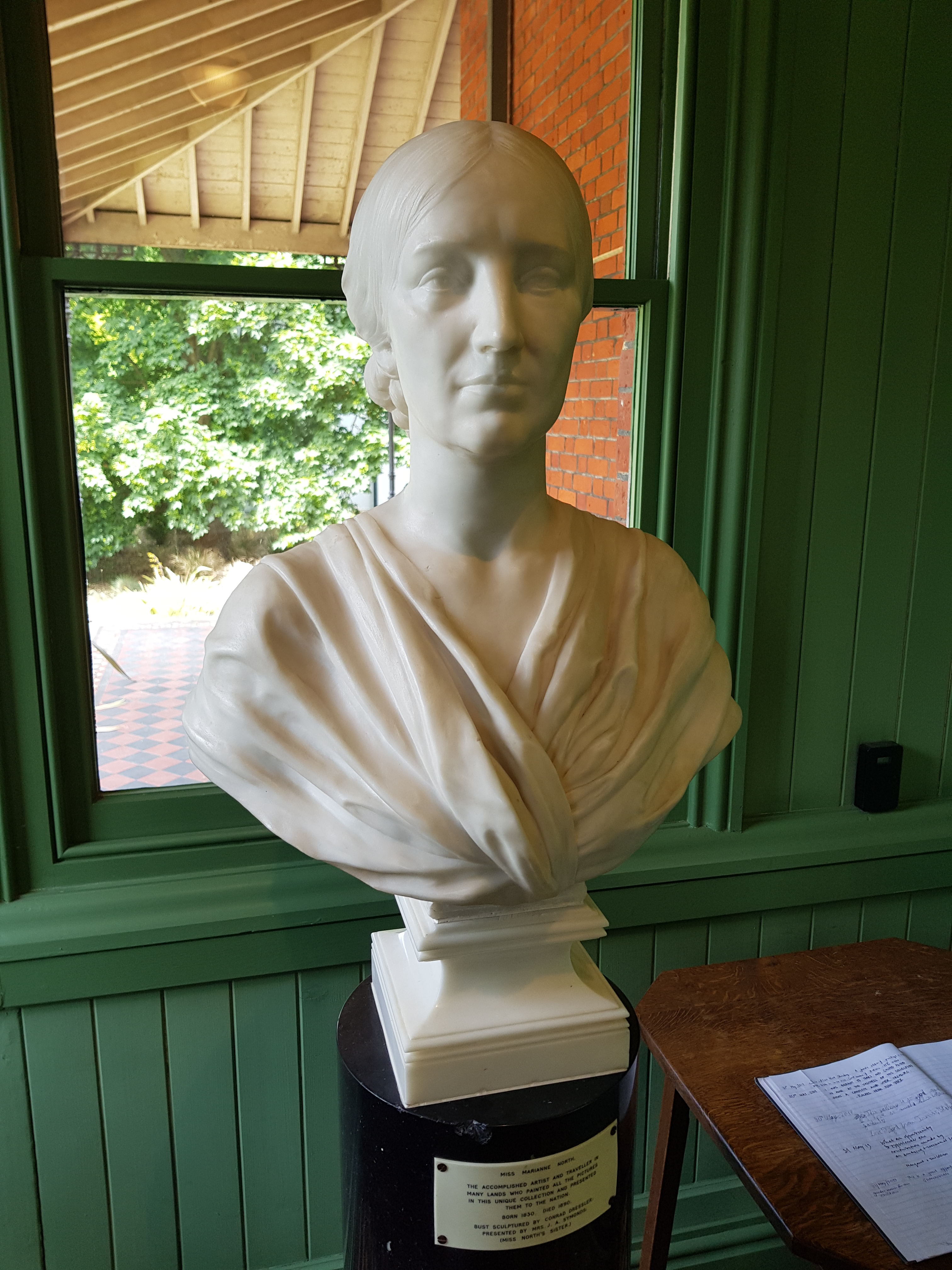
Buste de Marianne North.